# Shōdō Harada
Shōdō Harada (jap. 原田正道 Harada Shōdō; ur. 1940) – mistrz zen i opat w trzystuletniej świątyni Sōgen-ji w Okayamie, w Japonii.
Mistrz (rōshi) Harada jest spadkobiercą nauk rōshiego Mumona Yamady, tradycji rinzai buddyzmu zen. Otrzymał od niego przekaz Dharmy w 1982 roku.

## Życiorys
Shōdō Harada urodził się w świątyni zen w Nara w 1940 r. Kiedy uczył się w szkole średniej spotkał swojego nauczyciela Mumona Yamadę. Był zaskoczony jak niewiele wie o buddyzmie, więc po skończeniu studiów wstąpił do świątyni Shōfuku-ji, gdzie pobierał nauki u Mumona. W latach 80. został wysłany przez mistrza do pomocy opatowi w świątyni Sōgen-ji.
W 1989 r. Harada wyjechał do Seattle w Stanach Zjednoczonych.
Od 1995 r. naucza w One Drop Zendo (Tahoma One Drop Zen Monastery) na wyspie Whidbey w (stanie Waszyngton). Niedaleko One Drop Zendo Harada założył hospicjum pod nazwą Enso House.